# Circuito internazionale di Zhejiang
Il circuito internazionale di Zhejiang è un circuito localizzato a Shaoxing, in Cina. 
Il circuito è stato inaugurato nel 2016, con i lavori che sono iniziati nel dicembre 2013; il progetto è stato realizzato nel 2011 dallo studio di architettura britannico Apex Circuit Design. La pista è un appuntamento nel calendario dei campionati Asian Le Mans Series e del TCR International Series.